# Bridal Veil Falls (Route Burn)
Die Bridal Veil Falls sind ein Wasserfall im Mount-Aspiring-Nationalpark in der Region Otago auf der Südinsel Neuseelands. Er liegt im Lauf eines namenlosen Bachs in den Humboldt Mountains der Neuseeländischen Alpen, der einige Kilometer hinter dem Wasserfall in südöstlicher Fließrichtung in den Route Burn mündet. Seine Fallhöhe beträgt rund 220 Meter.
Der Wasserfall ist von der Zufahrtsstraße zum Routeburn Track, der besagten namenlosen Bach kreuzt, einsehbar.